# Garsthuizen
Garsthuizen est un village qui fait partie de la commune de Loppersum, dans la province néerlandaise de Groningue.